# Maillé (Vienne)
Maillé település Franciaországban, Vienne megyében. Lakosainak száma 640 fő (2022. január 1.). Maillé Ayron, Cherves, Chiré-en-Montreuil, Frozes, Vouzailles és Champigny en Rochereau községekkel határos.

## Népesség
A település népességének változása:
| Lakosok száma | 638  | 672  | 692  | 668  | 655  | 642  | 640  | 637  | 640  |
|               | 2013 | 2015 | 2016 | 2017 | 2018 | 2019 | 2020 | 2021 | 2022 |